# Primarias del Partido Demócrata de 2008 en Indiana
La primaria presidencial demócrata de Indiana de 2008 tuvo lugar el 6 de mayo de 2008. Fue una primaria abierta con 72 delegados en juego. El ganador en cada uno de los nueve distritos congresionales de Indiana recibió todos los delegados de ese distrito, un total de 47. Se otorgaron otros 25 delegados a la ganadora estatal, Hillary Clinton. Los 72 delegados representaron a Indiana en la Convención Nacional Demócrata en Denver, Colorado. Otros doce delegados no comprometidos, conocidos como superdelegados, también asistieron a la convención y también emitieron sus votos. 
Obama y Clinton fueron los únicos dos candidatos en la boleta electoral en Indiana. Las urnas se abrieron en el estado de 6 a. m. a 6 p. m., hora local predominante. (La mayor parte del estado está en el horario de verano del este (UTC-4), pero 12 condados en las áreas metropolitanas de Evansville y Gary están en el horario de verano central (UTC-5)).
Clinton derrotó por estrecho margen a Obama para ganar las primarias.

## Encuestas
En la última encuesta realizada antes de las primarias del 4 al 5 de mayo, Obama lideraba a Clinton por un estadísticamente insignificante 45% a 43%, con un 7% de indecisos dentro de un margen de error del 3.9%.

## Resultados
| Candidato       | Votos     | Porcentajes | Delegados |
| --------------- | --------- | ----------- | --------- |
| Hillary Clinton | 638.274   | 50.9%       | 39        |
| Barack Obama    | 615.862   | 49.1%       | 33        |
| Total           | 1.254.136 | 100%        | 72        |